# روش تعیین جنسیت

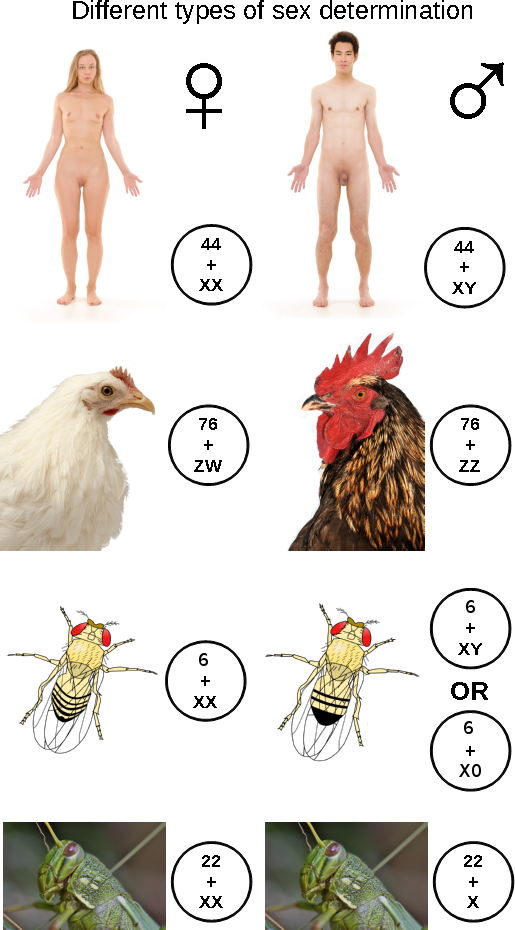
تعیین جنسیت در جانداران

روش تعیین جنسیت یا سیستم تعیین جنسی (به انگلیسی: Sex-determination system) یک سیستم بیولوژیکی است که تعیین کنندهٔ ویژگی‌های جنسیتی در یک جاندار است. بیشتر جاندارانی که نوباوگان خود را با استفاده از روش تولیدمثل جنسی به وجود می‌آورند دارای دو گونه جنسیت هستند. گاهی نیز آن‌گونه که در هرمافرودیدها دیده می‌شود به جای تک‌جنسیتی یا دوجنسیتی هر دو در یک پیکر وجود دارد. در گونه‌هایی نیز به سبب بکرزا  بودن (پارتنوژنز) تنها یک جنس، عمل تکثیر توسط جنس ماده در تولیدمثل بدون نیاز به بارور شدن انجام می‌دهد.
تعیین جنسیت در بسیاری از گونه‌ها ژنتیکی است: نرها و ماده‌ها در این گونه‌ها دارای الل‌های مختلف یا حتی ژن‌های مختلف هستند که ریخت‌شناسی جنسی آن‌ها را مشخص می‌کند. در جانوران، این اختلاف‌های کروموزومی، به‌طور کلی از راه ترکیب کروموزوم‌های، XY, ZW, XO, ZO، یا (haplodiploidy) همراه است. فرایند تمایز جنسی معمولاً به وسیلهٔ یک ژن اصلی ("ژن جنسی")، با بسیاری از ژن‌های دیگری که یکی پس از دیگری دومینووار دنباله‌روی می‌شود، به وجود می‌آید.
در موارد دیگر، جنسیت یک جنین با متغیرهای محیطی (مانند دما) تعیین می‌شود. جزئیات برخی دیگر از سیستم‌های تعیین جنسیت هنوز کاملاً درک نشده‌اند؛ هرچند، آن‌ها تجزیه‌وتحلیل گسترده و مطمئنی را از چگونگی زیست‌شناسی روش تعیین جنسیت به‌طور کامل ارائه می‌کنند. امید به آیندهٔ روش تجزیه‌وتحلیل سیستم زیست‌شناختی جنین شامل بررسی سیگنال‌های آغازین سیستم کامل تولیدمثل است؛ که می‌تواند در حین بارداری اندازه‌گیری شود تا به شکل دقیق‌تری تعیین شود که چگونه تعیین جنسیت جنین مرد یا زن بودن مشخص می‌گردد. چنین تحلیلی از سیستم‌های بیولوژیکی نیز می‌تواند نشان دهد که آیا جنین هرم پرفورتی است که شامل تمام یا جزئی از هر دو اندام تولیدمثل زن و مرد است.